# Людвиг I (король Баварии)
Людвиг I Баварский (нем. Ludwig I. von Bayern; 25 августа 1786, Страсбург — 29 февраля 1868, Ницца) — король Баварии с 13 октября 1825 года до своего отречения 20 марта 1848 года, из династии Виттельсбахов.

## Биография
Сын короля Максимилиана I и Августы Вильгельмины Гессен-Дармштадтской. Получил первое имя в честь своего заочного крёстного отца Людовика XVI, короля Франции, полное крестильное имя Людвиг Карл Август. Посещал университеты в Ландсхуте и Гёттингене; рано обнаружил горячую любовь к литературе, музыке и искусству. В отличие от отца враждебно относился к Наполеону I, но тем не менее в 1806—1809 годах командовал баварской дивизией в войнах против Пруссии и Австрии.
По окончании войны с Францией Людвиг проживал преимущественно в Вюрцбурге и Ашаффенбурге, часто совершая поездки по Италии. В это время он окружил себя кружком писателей и художников, стараясь оказывать им покровительство. В особенности он сблизился с Корнелиусом, Овербеком, Торвальдсеном, впоследствии — с Каульбахом. В частной жизни он был бережлив, но тратил громадные деньги на коллекции художественных произведений, на поддержку театров и пр. Политические его воззрения тогда отличались некоторым либерализмом; в основу конституции 1818 года был положен составленный им меморандум.
После вступления его на престол в 1825 году положение печати сделалось лучше, полицейские гонения прекратились. Он перенёс университет из Ландсхута в Мюнхен, реорганизовал Академию художеств. Всего более стремился он к тому, чтобы обратить Мюнхен во «вторые Афины». Он окружил себя художниками и занялся постройкой различных зданий, то в греческом, то в итальянском вкусе. Особенно известна построенная им «Вальхалла» с бюстами всех знаменитых людей Германии, за исключением, однако, Лютера и деятелей Реформации. В то же время Людвиг выступил как поэт и писатель, но произведения его, хотя и разошедшиеся в нескольких изданиях, отличались только вычурным, претендующим на архаичность языком и не оставили никакого следа в немецкой литературе.
28 марта (9 апреля) 1826 года был награждён орденом Св. Андрея Первозванного.
В 1827 году баварский король Людвиг I выделил средства на реставрацию замка Прунн.

## Реакция
Палата депутатов без должного понимания смотрела на предприятия короля, требовавшие громадных расходов, и потому умеренно-либеральное направление Людвига быстро сменилось резко реакционным. Этому содействовало и влияние католического духовенства. Печать была подчинена суровому цензурному уставу 1831 года; представители демократических воззрений подвергались полицейским гонениям, арестам и высылке. Корнелиус, естествоиспытатель Окен, филолог Фальмерайер вынуждены были оставить Баварию. Протестантская религия, несмотря на равноправность исповеданий по конституции, стеснялась; так, протестантским солдатам приказывали преклонять колена перед святыми дарами, а пасторов, протестовавших против этого, сажали в тюрьму; с палатой депутатов шла систематическая борьба, пока при помощи полицейских мер на выборах не удалось устранить оппозицию. В области политики романтические увлечения Людвига сказались в сочувствии греческому восстанию; он согласился на избрание его сына, Оттона, греческим королём, что очень недёшево обошлось баварскому казначейству, принуждённому поддерживать короля разорённой страны.

## Семья
В 1810 году он женился на Терезе Саксен-Гильдбурггаузенской. Празднества, устроенные в честь свадьбы, положили начало празднику Октоберфест.
В этом браке родилось 9 детей:
- Максимилиан (1811—1864), король Баварии
- Матильда (1813—1862), в 1833 году вышла замуж за Людвига III Гессенского
- Оттон (1815—1867), король Греции
- Шарлотта (1816—1817)
- Луитпольд (1821—1912), регент Баварии при сыне Максимилиана II.
- Альдегунда (1823—1914), в 1842 году вышла замуж за Франциска V д’Эсте
- Хильдегарда (1825—1864), в 1844 году вышла замуж за Альбрехта, герцога Тешен
- Александра (1826—1875)
- Адальберт (1828—1875)

## Лола Монтес. Отречение
Наступление старости не мешало любовным похождениям Людвига. В 1846 году он подпал под сильное влияние ирландской авантюристки Элизы Гильберт, выдававшей себя за «испанскую танцовщицу Лолу Монтес», которой удалось, как говорили, «победить Лойолу», то есть свергнуть клерикальное министерство Абеля, а потом и умеренное министерство Маурера. Было организовано так называемое министерство Лолы, но политическая реакция не стала от этого слабее, хотя и потеряла свой клерикальный оттенок. Всеобщая ненависть к Людвигу выразилась в «Хвалебных песнях королю Людвигу» Генриха Гейне (в «Zeitgedichte»), подвергшего резкому осмеянию и меценатство Людвига, и его поэзию, и влияние на него любовниц, и его пиетизм, смешанный с фривольностью.
Революционное движение 1848 года принудило Людвига 20 марта 1848 отказаться от короны в пользу сына, Максимилиана II; Лола была вынуждена покинуть Европу и уехала в США. С тех пор бывший король жил частным человеком, посвящая себя по-прежнему покровительству искусствам. В 1854 году с ним познакомился знаменитый русский поэт князь Пётр Андреевич Вяземский и посвятил экс-королю комплиментарное стихотворение «Мюнхен».
Людвиг I умер в Ницце, пережив сына, когда уже царствовал его внук Людвиг II. Его конная статуя воздвигнута в Мюнхене в 1862 году, ещё при его жизни.

## Сочинения Людвига
- «Gedichte» (Мюнхен, 1839-47);
- «Wahlhallagenossen» (1842) — биографии деятелей, бюсты которых собраны в Валгалле.